# David von Krafft

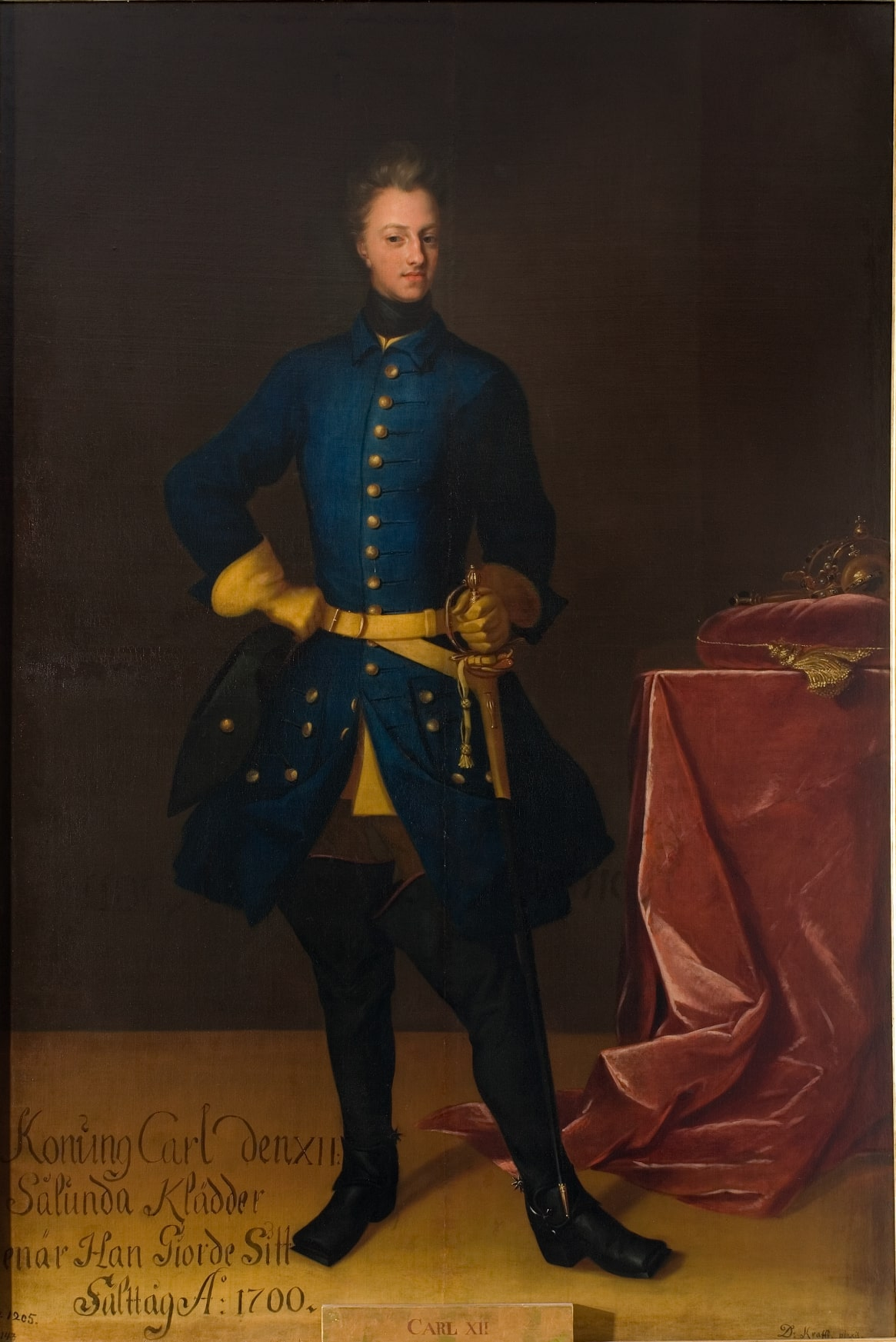
Karl XII., Gemälde von David von Krafft, 1700

David von Krafft (* 1655 in Hamburg; † 20. September 1724 in Stockholm) war ein schwedischer Maler deutscher Abstammung.

## Leben
David Krafft wurde 1675 vom Hofporträtmaler David Klöcker Ehrenstrahl nach Schweden gerufen und von diesem in der Malkunst unterwiesen. Ehrenstrahl war nicht nur Kraffts Lehrer, sondern auch sein Onkel. Mit finanzieller Unterstützung durch Königin Ulrike Eleonore die Ältere verbrachte Krafft zu Studienzwecken etwa zehn Jahre im Ausland. Der Weg nach Italien über Dänemark und Deutschland dauerte drei Jahre, wobei er unter anderem die dänische Königsfamilie porträtierte. In Italien führte sein Weg von Venedig über Florenz nach Rom, wo er die abgedankte Königin Christina in ihrem Palast abbildete. Weiterhin besuchte Krafft Neapel und Bologna, bevor er wieder über Venedig nach Norden zog. In Wien entstand ein Porträt der kaiserlichen Familie und gleichzeitig erreichte ihn die Nachricht vom Ableben seiner schwedischen Gönnerin. Das hielt Krafft nicht davon ab, noch Württemberg, die Schweiz, Paris und die Niederlande zu besuchen. Im Jahr 1696 wurde Krafft Ehrenstrahls Nachfolger als Hofmaler in Stockholm.
Durch seine erste Frau, Justine Sofie Friedenreich, kam er in Kontakt mit Reichsrat Joachim von Düben dem Älteren (1671–1730), was seine Stellung am Hof verbesserte. Später heiratete er die Witwe Elisabeth Speet, durch die er in eine Reihe rechtlicher Konflikte geriet. Neben zahlreichen Porträts der Königsfamilie schuf Krafft das Altargemälde des Doms zu Kalmar. Für seine Verdienste um die Königsfamilie erhob ihn 1719 Königin Ulrika Eleonore in den Adelsstand und ernannte ihn ein Jahr zum Hofintendanten.
Das Lexikon Nordisk familjebok beschreibt seine Kunst im Band 14 von 1911 wie folgt:

„Von Krafft ging von Ehrenstahls Haltung aus, doch mit einer strengeren Zeichnung und mit ruhigeren Farben … später verdunkelten sich seine Farben und sein Kolorit erhielt einen Drang in Richtung graugrün wobei die Schatten schwer und hart fallen … viele seiner späteren Werke scheinen kalt und unsorgsam ausgeführt.“

Kraffts Gemälde befinden sich heute unter anderem im schwedischen Nationalmuseum, im Malmöhus, im Kunstmuseum Göteborg und auf Schloss Gripsholm. Unter Kraffts zahlreichen Schülern finden sich Gustaf Lundberg (1695–1786), Olof Arenius (1701–1766), Georg Engelhard Schröder, Lorenz Pasch der Ältere, Johan Henrik Scheffel, Johan David Swartz (1678–1729) und vermutlich Georg Lisiewski (1674–1750).